# Ајрон Мен 3
Ајронмен 3 (енгл. Iron Man 3) је амерички научнофантастични суперхеројски филм из 2013. године, редитеља Шејна Блека, заснован на Марвеловом стрипу о суперхероју Ајронмену и наставак је филма Ајронмен 2 из 2010. године. Ово је седми наставак у серији филмова из Марвеловог филмског универзума. Продуцент филма је Кевин Фајги. Сценаристи су Дру Пирс и Шејн Блек по стрипу Ајронмен Стена Лија, Ларија Либера, Дона Хека и Џека Кирбија. Музику је компоновао Брајан Тајлер. Насловну улогу тумачи Роберт Дауни Млађи, а у осталим улогама су Гвинет Палтроу, Дон Чидл, Гај Пирс, Ребека Хол, Стефани Шостак, Џејмс Беџ Дејл, Џон Фавро и Бен Кингсли. Радња филма прати Тонија Старка, који се бори са последицама догађаја из филма Осветници током националне терористичке кампање против Сједињених Држава коју предводи мистериозни Мандарин.
Након премијере филма Ајронмен 2 2010. године, режисер Џон Фавро је изјавио да неће режирати трећи филм. Блек је унајмљен као режисер и сценариста овог филма у фебруару 2011. године, а са Пирсом је осмислио сценарио који се више фокусира на главног лика, елементе трилера  и користи концепте из стрипа Екстремис, Ворена Елиса. Филм је сниман од 23. маја до 17. децембра 2012. године, углавном у студију у Вилмингтону, Северна Каролина. Додатне сцене су снимљене широм Северне Каролине, као и на Флориди, Лос Анђелесу и Кини; посебно је креирана и продужена верзија филма намењена кинеском тржишту. Седамнаест компанија је учествовало у креирању визуелних ефеката за филм.
Филм је премијерно приказан 14. априла 2013. у Паризу, док је у Сједињеним Државама реализован 3. маја исте године. Добио је похвале од стране критичара за глуму, визуелне ефекте, акционе сцене, хумор и музику, док су критичари и публика помешано реаговали на заплет у вези са Мандарином. Филм је био комерцијално успешан, зарадивши преко 1,2 милијарди долара широм света, што га је учинило дугим филмом по заради из 2013. године и шеснаестим филмом који је зарадио преко милијарду долара. У време изласка је био пети најуспешнији филм по заради икада, док је зарада током премијерног викенда била шеста највећа зарада у том периоду икада. Филм је номинован за награде Оскар и БАФТА у категорији за најбоље визуелне ефекте.

## Радња
На новогодишњој забави уочи 2000. године, Тони Старк се упознаје са научницом Мајом Хансен, творцем иновативне методе лечења траума названог Екстремис. Олдрич Килијан нуди Старку место у својој фирми, али га Старк одбија. У децембру 2012. године, седам месеци након битке за Њујорк, Старк се бори са посттрауматским стресним поремећајем који се манифестује кроз халуцинације и нападе панике. Борећи се са несаницом, Старк је направио на стотине Марк одела како би заштитио своју девојку, Пепер Потс.
Бомбашки напади за које одговорност преузима терориста који себе назива Мандарин збуњују форензичке службе. Старков шеф обезбеђења, Харолд „Хепи” Хоган бива озбиљно повређен у једном од тих напада, што наводи Старка да у живом телевизијском преносу запрети терористима позивајући их у своју вилу у Малибуу. Мандарин шаље бојне хеликоптере и уништава Старкову кућу. Хансенова, која је дошла непосредно пред напад како би упозорила Старка, преживљава напад заједно са Пепер. Старк успева да побегне у недовршеном оделу које Џарвис наводи у рурални предео Тенесија што је и био ранији план у истрази Мандарина. Без довољно снаге у реактору, Старк је приморан да остане у Тенесију, док је свет уверен да је Ајронмен мртав.
Старк упознаје Харлија, десетогодишњака вољног да му помогне. Њих двојица заједно истражују бомбашки напад са Мандариновим потписом. Они откривају да је експлозија изазвана од стране човека чији организам није прихватио Екстремис лечење. Мандаринови људи нападају Старка, али он успева да их савлада док Килијан успева да киднапује Хансенову и Пепер. Обавештајне службе Сједињених Држава траже Мандаринову локацију, али без успеха. Џејмс Роудс, Старков пријатељ, оператор у оделу Ратне машине (сада „Гвозденог патриоте”) бива намамљен у замку и губи контролу над оделом.
Уз Харлијеву помоћ, Старк налази Мандарина у околини Мајамија и улази у његово седиште. Откривши да је Мандарин заправо енглески глумац Тревор Слатери, а Старк бива заробљен. Килијан, који стоји иза приче о Мандарину, открива му да је убризгао Екстремис у Пепер и да се нада да ће Старк успети да открије недостатке Екстремиса док буде покушавао да је спасе. На противљење Хансенове, Килијан је упуца.
Старк успева да активира своје одело које је Харли чувао у Тенесију и тако побегне. Он се среће са Роудсом који га обавештава да је Килијанов циљ напад на председнички авион. Иако успева да убије оператора у оделу Гвозденог патриоте, Килијан успева да побегне притом уништавајући авион. Они прате Килијана до танкера на ком се планира јавно погубљење председника САД. Потпредседник САД остаје нем на извештај који му Роудс подноси јер је и сам у дослуху са Килијаном због експерименталног лечења Екстремисом на његовој непокретној ћерки. Старк покушава да спасе Пепер, док Роудс исто покушава са председником. Иако је преживела Екстремис, Пепер пада у амбис пре него што Старк успе да дође до ње. Старк успева да зароби Килијана у једно од Марк одела, али Килијан преживи самоуништење одела. Потс интервенише и успева да убије Килијана.
Старк наређује Џарвису да уништи сва одела као знак привржености Пепер. Уз Старкову помоћ, Пеперин Екстремис је зауздан. Старк обећава да ће убудуће мање бити Ајронмен и одлази на операцију уклањања шрапнела.  Старк одлази до остатака своје виле и баца свој реактор из груди у океан. Он схвата да ће, било без богатства или технологије, увек бити Ајронмен.

## Улоге
| Глумац             | Улога                     |
| ------------------ | ------------------------- |
| Роберт Дауни Млађи | Тони Старк / Ајронмен     |
| Гвинет Палтроу     | Вирџинија „Пепер” Потс    |
| Дон Чидл           | Џејмс „Роуди” Роудс       |
| Гај Пирс           | Олдрич Килијан            |
| Ребека Хол         | Маја Хансен               |
| Тај Симпкинс       | Харли Кинер               |
| Стефани Шостак     | Елен Брант                |
| Џејмс Беџ Дејл     | Ерик Савин                |
| Џон Фавро          | Хепи Хоган                |
| Бен Кингсли        | Тревор Слатери / Мандарин |
| Пол Бетани         | Џарвис (глас)             |
| Вилијам Садлер     | председник Елис           |
| Марк Рафало        | Брус Банер (камео)        |